# Vesna Jelić
Vesna Jelić (* 22. März 1982 in Novo Mesto, SR Slowenien) ist eine ehemalige kroatische Volleyball-Nationalspielerin, die auf der Außen- und Diagonalposition spielte.

## Karriere
Vesna Jelić konkurrierte mit der kroatischen Nationalmannschaft bei den Olympischen Spielen 2000 in Sydney, Australien und belegte den siebten Platz.

## Privates
Vesna ist die Schwester von Volleyballspielerin Barbara Jelić Ružić, die auch Teil der kroatischen Nationalmannschaft bei den Olympischen Spielen 2000 war. Sie sind die Töchter von Volleyballspieler Ivica Jelić, der Cheftrainer der kroatischen Nationalmannschaft im Jahr 2000 war und bei den Olympischen Spielen 1980 für Jugoslawien spielte.